# ریزخفاش‌ها
ریزخفاش‌ها یا ریزخفاش‌سانیان (نام علمی: Microchiroptera) نام یک زیرراسته از راسته خفاش است.